# Орден Святого Георгия
Импера́торский Вое́нный о́рден Свято́го Великому́ченика и Победоно́сца Гео́ргия (Орден Святого Георгия) — высшая военная награда Российской империи. В расширенном смысле — всеохватывающий комплекс отличий офицеров, нижних чинов и воинских подразделений.
Учреждён императрицей Екатериной II 26 ноября (7 декабря) 1769 года в честь святого Георгия для отличия офицеров за заслуги на поле боя и выслугу в воинских чинах. Имел четыре степени отличия. Орденом награждено более 10 тысяч человек, первой, высшей степенью ордена, — всего 23 человека, из них только четверо стали кавалерами всех четырёх степеней. Также было два возложения на себя знаков ордена 1-й степени: императрицей Екатериной II по случаю учреждения ордена и императором Александром II по случаю празднования 100-летнего юбилея ордена. Второй степени ордена были удостоены 125 человек.
Первым кавалером ордена, не считая Екатерины II, стал в декабре 1769 года подполковник Фёдор Иванович Фабрициан, который был удостоен сразу 3-й степени, минуя низшую. Первым кавалером 4-й степени стал в феврале 1770 года премьер-майор Рейнгольд Людвиг фон Паткуль.
С 24 июня 1917 года 4-й степени ордена могли быть удостоены солдаты и матросы, исполнявшие в бою обязанности офицера. При этом орденская лента украшалась серебряной лавровой ветвью.
В Советской России орден был упразднён после Октябрьской революции 1917 года. Тем не менее, во время Гражданской войны в 1918—1920 годах на Восточном фронте и в Северной армии белых практиковалось награждение одноимённым орденом (за исключением высших, 1-й и 2-й, степеней).
В 2000 году орден Святого Георгия восстановлен в качестве военной награды Российской Федерации.
Орденские знаки не нумеровались, но велись списки награждённых.
Орден Святого Георгия выделялся своим статусом среди других российских орденов как награда за личную доблесть в бою, и заслуги, за которые офицер мог быть удостоен награды, строго регламентировались статутом ордена.
Ни высокая порода, ни полученные пред неприятелем раны, не дают право быть пожалованным сим орденом: но дается оный тем, кои не только должность свою исправляли во всем по присяге, чести и долгу своему, но сверх того отличили еще себя особливым каким мужественным поступком, или подали мудрые, и для Нашей воинской службы полезные советы… Сей орден никогда не снимать: ибо заслугами оный приобретается.

## История
Орден Св. Георгия был учреждён императрицей Екатериной II 26 ноября (7 декабря) 1769 года, в день святого Георгия, спустя год после начала русско-турецкой войны 1768—1774 гг. Впервые в России орден был разделён на четыре степени и предназначался для награждения только за отличия в военных подвигах. Предусматривалось награждение и за выслугу лет: поскольку «не всегда всякому верному сыну отечества такие открываются случаи, где его ревность и храбрость блистать может», претендовать на получение ордена 4-й степени могли и те, «кои в полевой службе 25 лет от обер-офицера, а в морской 18 кампаний офицерами служили». При этом такие кресты отличались внешним видом от выданных за боевые заслуги.
В 1807 году учреждён «Знак отличия военного ордена» для нижних чинов, причисленный к ордену святого Георгия. Знак отличия (серебряный крест) позднее приобретёт неофициальное название «солдатского Георгия». Не ограничивалось количество награждений одного человека знаком отличия. Офицеры этим знаком не награждались, но могли носить его, если получили его до производства в офицерский чин.
Награждение золотым холодным оружием с надписью «За храбрость» и темляком из Георгиевской ленты официально приравнивалось к орденскому, а награждённые золотым оружием вносились в общий орденский список.
В 1833 году статут ордена был изменён и расписан подробно, с детальным описанием воинских доблестей по каждому роду войск, за которые имели право на награждение. Более детально был расписан срок службы, требуемый для награждения за выслугу лет, а также прибавилось требование участия хотя бы в одном сражении для получения Георгия 4-й степени за выслугу лет. Установился строго последовательный, от 4-й к 3-й степени, порядок награждения (однако затем из этого правила были сделаны исключения. Так, генералу М. Г. Черняеву за среднеазиатские походы была сразу вручена 3-я степень ордена, минуя 4-ю, а адмиралу П. С. Нахимову за победу в Синопской битве — 2-я степень после 4-й, минуя 3-ю.) В статут включили статьи для солдатского «Знака отличия военного ордена».
Так как Святой Георгий — христианский святой, то для иноверцев был предусмотрен вариант ордена, в котором вместо Св. Георгия был изображён герб России, двуглавый орёл. Образец ордена с орлом был утверждён Николаем I 29 августа 1844 года в ходе Кавказской войны, и первым удостоился нового знака майор Джамов-бек Кайтагский. В связи с этим в мемуарах и художественной литературе встречаются моменты, когда офицеры, выходцы с Кавказа, недоумевали: «а почему мне дали крест с птицей, а не с джигитом?»
С 1845 года награждённые только орденами Св. Владимира и Св. Георгия любых степеней получали права потомственного дворянства, в то время как для других орденов требовалось награждение высшей — 1-й степенью. До того право на потомственное дворянство давал любой орден (за исключением польско-российского ордена Virtuti Militari).
С 1849 по 1885 год имена георгиевских кавалеров заносились золотом на мраморные доски в Георгиевском зале Большого Кремлёвского дворца в Москве.
В феврале 1855 года вышел указ, по которому кавалеры ордена 4-й степени за выслугу, отличившиеся в бою и достойные награждения крестом 4-й степени, имели право добавить к уже полученному ранее за выслугу лет Знаку ордена Св. Георгия 4-й степени бант из Георгиевской ленты, который бы свидетельствовал, что носящий эту награду отмечен дважды: за выслугу лет и за воинский подвиг. Повелено было именовать таких кавалеров «Кавалерами Военного Ордена Святого Георгия 4 степени за 25 лет (или 18 и 20 морских кампаний) с бантом». Однако такое отличие не прижилось в российской наградной системе, известны только 5 кавалеров ордена Святого Георгия с бантом.
15 мая 1855 года указом отменено награждение орденом 4-й степени за выслугу лет с заменой его на орден Св. Владимира 4-й степени с соответствующей надписью. Орден Св. Георгия стал наградой только за боевые отличия.
В 1856 году были введены четыре степени для «Знака отличия военного ордена» (солдатского «Георгия»).
В 1913 году статут ордена поменялся вновь, в основном в него включили дополнительные статьи и расширили описание военных подвигов по родам войск. «Знак отличия военного ордена» приобрёл официальное название Георгиевского креста.
Кавалерам 4-й степени ордена сокращался до минимума срок выслуги для производства в следующий чин, от одного года — в младших офицерских чинах до четырёх лет — из генерал-майоров в генерал-лейтенанты. Расширены льготы для Георгиевских кавалеров: льготный проезд «по путям сообщения», ежегодный двухмесячный отпуск с содержанием и пр.
С 29 июня 1917 года орден Св. Георгия 4-й степени стал единственным орденом России, которым могли награждаться солдаты (в том случае, если они исполняли офицерские обязанности в бою). Лента такого ордена украшалась серебряной лавровой ветвью. Известно о двух обладателях такой награды, один из них — ст. фейерверкер И. Е. Фирсов.

## Степени ордена и правила ношения
Орден имел четыре степени:
1-я степень: звезда на левой стороне груди и большой крест на ленте через правое плечо; 700 руб. ежегодной пенсии.
2-я степень: звезда на левой стороне груди и большой крест на шейной ленте; 400 руб. ежегодной пенсии.
3-я степень: малый крест на шейной ленте; 200 руб. ежегодной пенсии.
4-я степень: малый крест в петлице или на колодке; 100 руб. ежегодной пенсии.
Статут ордена предписывал при награждении старшей степенью ордена младшие степени уже не носить (как и в других российских орденах) и отсылать обратно, изначально в Военную коллегию, в дальнейшем — в Капитул орденов. Знак отличия военного ордена разрешалось носить и при получении офицерского чина, но при награждении орденом Св. Георгия — знак отличия снимать. В 1855 году император Александр II повелел: орден Св. Георгия 4-й степени, полученный за боевые отличия, а также и 4-ю степень с бантом, носить всегда, не снимая их при получении старших степеней ордена. Знак отличия военного ордена также повелено не снимать при получении ордена Св. Георгия любой степени.
3-ю и 2-ю степени ордена Св. Георгия повелено носить и после получения старшей степени в 1870 году. В следующем, 1871 году, такое же повеление вышло в отношении ордена Св. Георгия 4-й степени, полученного за выслугу лет или за совершение морских кампаний.
Лента ордена 1-й степени до 1909 года носилась под мундиром. После введения при Александре II длинных мундиров (полукафтанов) концы ленты с крестом выпускались наружу через разрез на левом боку мундира ниже талии. Поверх мундира лента ордена 1-й степени носилась в день кавалерственного праздника ордена Св. Георгия 26 ноября или при цепи ордена Св. Андрея Первозванного на выходах при Высочайшем Дворе. В 1909 году повелено ленту ордена 1-й степени, когда полагается быть в орденах с лентами, носить всегда поверх мундира, а под мундиром — только когда полагается быть в орденах без лент или в дни орденских праздников других орденов, когда поверх мундира надевается лента празднуемого ордена.
При повседневной форме (сюртуке или одежде, его заменяющей) знаки ордена Св. Георгия разрешено носить в 1851 году. При этом 4-ю степень полагалось носить во второй сверху петле левого борта, 2-ю и 3-ю степень — только крест на шее (при этом 3-ю степень при наличии 2-й — не носить), а 1-ю степень — только звезду на левой стороне груди.
Для кавалеров ордена было предусмотрено «особое кавалерственное одеяние, состоящее в оранжевом бархатном супервесте, с чёрными широкими напереди и назади бархатными же крестами; супервест обшит кругом золотою с канителью бахромою».

## Статут
Статут ордена Святого Георгия от Екатерины II не предусматривал строго последовательного, от низшей степени к высшей, награждения. Часто за особые заслуги высшими степенями награждали, минуя низшие. Орден давался только за особые отличия в сражениях, а также за выслугу в офицерских чинах — 25 лет в полевой службе или 18 кампаний — в морской (с 1833 года — при условии участия хотя бы в одном сражении).
Для награждения 3-й и 4-й степенью Военная коллегия должна была подробно описать подвиг и собрать доказательства, прежде чем подносить на утверждение монарху. Высшими степенями — 1-й и 2-й — награждал лично монарх по своему усмотрению. Практика награждений в XIX веке приблизительно выработала критерии, по которым генерал мог быть удостоен высших степеней. Чтобы заслужить орден Св. Георгия 1-й степени, требовалось выиграть войну, для награждения 2-й степенью надо было выиграть важное сражение.
Согласно статуту, количество кавалеров ордена не ограничивалось, награждён мог быть любой офицер, начиная с чина прапорщика (соответствовал XIV классу по Табели о рангах при Екатерине II). После реформы 1884 года низшим офицерским чином стал подпоручик, соответствующий XII классу по Табели о рангах. Чин прапорщика сохранялся для военного времени, в основном в него производили унтер-офицеров при некомплекте офицеров. Если прапорщик удостаивался Св. Георгия 4-й степени, то его производили в подпоручики (положение закреплено в Статуте 1913 года).
Статут Екатерины II не определял, каким чинам положено давать высшие степени ордена, — это определялось практикой. Если при Екатерине орденом Св. Георгия 3-й степени (№ 22) был награждён капитан артиллерии И. И. Бишев, то при её преемниках в основном награждались генерал-майоры, генерал-лейтенанты и лишь изредка полковники. Статут 1833 года установил 3-ю степень для штаб-офицеров и генералитета; теперь формально награждать ей могли офицеров в чине от майора и выше, но с этого времени не было награждений чинов младше полковника. Только в 1916 году 3-й степенью был посмертно награждён капитан Степан Георгиевич Леонтьев, одновременно посмертно произведённый в подполковники.
Екатерина II дала очень короткое и примерное наставление, за что следует награждать орденом Св. Георгия:

4. В числе могущих получить сей орден суть все те, кои в сухопутных и морских войсках Наших добропорядочно и действительно Штаб- и Обер-Офицерами службу отправляют; а из Генералитета те, кои в войске действительно служа, противу неприятеля отменную храбрость, или военное отличное искусство показали.
…
7. Знаки сего военного ордена следующие:
Звезда четвероугольная золотая, посреди которой в чёрном обруче жёлтое или золотое поле, а на оном изображено вензелом имя Святого Георгия, а в чёрном обруче золотыми литерами надпись: За службу и храбрость.
Крест большой золотой с белою с обе стороны финифтью по краям с золотою каймою, в середине которого изображён Царства Московского герб на финифти же, то есть, в красном поле Святый Георгий, серебряными латами вооружённый, с золотою сверх оных висящею епанчею, имеющий на главе золотую диадему, сидящий на коне серебряном, на котором седло и вся збруя золотая, чёрного змия в подошве излита золотым копьём поражающий, на задней стороне в середине в белом поле вензловое сего Святого Георгия имя.
Крест для Кавалеров третьего и четвёртого классов во всем подобен большому, кроме того, что несколько меньше.
Лента шёлковая о трёх чёрных и двух жёлтых полосах.
…
11. Хотя и неудобно вступать в подробное описание многочисленных воинских подвигов, при разных в войне случаях и различными образы бываемых: однако не меньше нужно положить некоторые правила, по коим бы отменные действия от обыкновенных отличены были; чего для Мы Военным Нашим Коллегиям некоторые примерные подвиги здесь предписать заблагорассудили, дабы они на сем основании разсуждения свои постановляли.
Достоин быть написан в подносимой Нам росписи Офицер тот, который ободрив своим примером подчинённых своих, и предводительствуя ими, возмёт наконец корабль, батарею, или другое какое занятое неприятелем место.
Ежели кто в укреплённом месте выдержал осаду и не здался, или с отменною храбростию защищал и вылазки делал, храбро и разумно предводительствовал, и чрез то победу одержал, или способы подавал к приобретению оной.
Ежели кто себя представит и возмётся за опасное предприятие, которое ему совершить удастся.
Ежели кто был первый на приступе, или на неприятельской земле, при высаживании людей из судов.
— Статут военного ордена Св. Георгия 1769 года 
Количество выдаваемых пенсий ограничивалось фиксированным фондом; получали на протяжении всей жизни только те, кто был награждён первым. Первоначально фонд выплачивал пенсии 12 кавалерам 1-й ст. — по 700 руб., 25 кавалерам 2-й ст. — по 400 руб., 50 кавалерам 3-й ст. — по 200 руб. и 100 кавалерам 4-й ст. — по 100 рублей.
С 1843 года порядок изменился, число кавалеров 1-й ст. сократилось до шести человек, но пенсия им поднялась до 1000 рублей. Уменьшилось число кавалеров 2-й ст. на пенсии — с 25 до 15 человек, пенсия не изменилась. Ничего не изменилось для кавалеров 3-й степени. Зато число кавалеров 4-й степени на пенсии возросло до 325 человек, пенсия их возросла до 150 рублей.
Награждённые несколькими степенями имели право на пенсию только к высшей степени. После смерти кавалера его вдова получала за него пенсию ещё год.
Ордена после смерти владельца сдавались в Военную Коллегию (до 1856 года). Запрещалось украшать орденские знаки драгоценными камнями.
Орден давал также привилегию на право входа на публичные мероприятия вместе с полковниками для Георгиевских кавалеров 3-го и 4-го классов, даже если их чин был младше.

## Награждения

### Награждения орденом 1-й степени
Всего удостоено 25 человек. Первым кавалером после Екатерины II стал в 1770 году граф П. А. Румянцев-Задунайский «за одержанную над неприятелем 21 июля 1770 года под Кагулом победу». Последним кавалером стал в 1877 году великий князь Николай Николаевич Старший «за овладение 28-го Ноября 1877 года, твердынями Плевны и пленение армии Османа-Паши».
Поскольку при вручении ордена высшей степени низшей степенью уже не награждали, то из 25 кавалеров 1-й степени только четыре человека были полными кавалерами ордена Св. Георгия (награждёнными всеми четырьмя степенями):
- генерал-фельдмаршал светлейший князь Михаил Илларионович Голенищев-Кутузов-Смоленский;
- генерал-фельдмаршал князь Михаил Богданович Барклай-де-Толли;
- генерал от инфантерии граф Иван Фёдорович Паскевич-Эриванский;
- генерал-фельдмаршал граф Иван Иванович Дибич-Забалканский.

Три человека были награждены орденом Св. Георгия с 3-й по 1-ю степень:
- генерал-фельдмаршал светлейший князь Григорий Александрович Потёмкин-Таврический;
- генералиссимус князь Александр Васильевич Италийский, граф Суворов-Рымникский;
- генерал от кавалерии граф Леонтий Леонтьевич Беннигсен.

Среди награждённых 1-й степенью ордена Святого Георгия было несколько иностранцев. В 1813 году орденом 1-й степени награждён шведский король Карл XIV Юхан — бывший наполеоновский маршал Жан-Батист Бернадот — за битву при Денневице. За «Битву народов» под Лейпцигом высшей степени ордена Святого Георгия удостоились прусский маршал Блюхер и австрийский генералиссимус Шварценберг. За кампанию 1814 года награждён британский фельдмаршал Веллингтон. В 1823 году орден получил французский принц Луи Ангулемский «за окончание войны в Испании». В 1848 году российский император Николай I пожаловал орден Святого Георгия 1-й степени австрийскому фельдмаршалу Йозефу Радецкому — усмирителю итальянской революции — «за взятие Милана». В 1869 году, к столетнему юбилею учреждения ордена Святого Георгия, знаки ордена 1-й степени были пожалованы германскому императору Вильгельму I, «как ранее награждённому 4-й степенью ордена». «За участие в войне против французов» в 1870 году высшим военным орденом России был награждён австрийский эрцгерцог Альбрехт.
Хотя формально по старшинству орден Св. Георгия 1-й степени стоял ниже высшего ордена Андрея Первозванного, полководцы ценили его выше всякой другой награды. Например, так описывает Суворов получение ордена Св. Георгия 1-й степени.

[Получил] знаки Св. Андрея тысяч в пятьдесят, да выше всего, голубушка, Первый класс Св. Георгия. Вот каков твой папенька. За доброе сердце, чуть, право, от радости не умер.
— Из письма генерал-аншефа А. В. Суворова дочери от 8 ноября 1789 года
- Полные кавалеры ордена с 4 по 1 степени
- Генерал-фельдмаршал М. И. Кутузов. На портрете Знак ордена Св. Георгия 1-й степени (крест) на георгиевской ленте (за рукоятью шпаги) и его четырёхугольная звезда (2-я сверху)
- Фрагмент портрета М. Б. Барклая-де-Толли работы Джорджа Доу. На портрете через плечо переброшена в том числе Георгиевская лента. Справа на груди звезда ордена Св. Георгия 1-го класса, справа внизу под локтем переброшенные через плечо ленты скреплены крестом ордена Св. Георгия 1-го класса.
- Портрет Ивана Фёдоровича Паскевича работы Джорджа Доу. На шее среди крестов крест ордена Св. Георгия 3-го класса
- Портрет Ивана Ивановича Дибича работы Джорджа Доу. На шее среди крестов крест ордена Св. Георгия 3-го класса

### Награждения орденом 2-й степени
Всего удостоено 125 человек. Первым кавалером (1770 год) стал генерал-поручик П. Г. Племянников «за оказанный пример мужества, служивший подчинённым его по преодолению трудов неустрашимости и к одержанию над неприятелем победы 21-го июля 1770 года под Кагулом», когда во время битвы турками было прорвано руководимое им каре, но Племянников не отступил, а сам повел солдат в контр-атаку. Последним кавалером (1916 год) стал французский генерал Фердинанд Фош «за успешное завершение Верденской операции 21 декабря 1916 года».
В Первую мировую войну никто не был награждён орденом Св. Георгия 1-й степени, а 2-ю степень награды заслужили четверо российских генералов: командующие фронтами генералы Н. Юденич, Н. Иванов, Н. Рузский и великий князь Николай Николаевич Младший (до 1915 года — верховный главнокомандующий русской армией).
Из иностранцев 2-ю степень ордена Св. Георгия в Первую мировую войну заслужили главнокомандующий французскими вооружёнными силами генерал Жозеф Жоффр за разгром германских войск в Марнском сражении 1914 года и упомянутый ранее Ф. Фош.
Хотя Статут 1833 года запрещал награждение старшей степенью ордена, минуя младшие, такие примеры известны. Так, адмирал Павел Степанович Нахимов был кавалером ордена Св. Георгия 4-й и 2-й степеней, но не имел 3-й степени.

### Награждения орденом 3-й степени
Всего удостоено около 650 человек. Первым кавалером в 1769 году стал подполковник Ф. И. Фабрициан «за разбитие с вверенным ему деташементом в 1600 человек под городом Галацом, 15-го ноября 1769 года весьма многолюднаго против онаго числа неприятельскаго войска».
Известно несколько случаев награждения 3-й степенью ордена военачальников, которые не имели 4-ю степень: генерал-лейтенант Михаил Григорьевич Черняев — в 1865 году за взятие Чимкента, генерал-лейтенант Павел Николаевич Шатилов — в 1877 году за отличие во время штурма Карса, генерал от инфантерии Андрей Николаевич Селиванов — в 1915 году за взятие Перемышля.
За Первую мировую войну 3-ю степень ордена Святого Георгия получили более 60 человек, в числе которых были известные генералы А. А. Брусилов, Ф. А. Келлер, Л. Г. Корнилов, А. М. Каледин, Н. Н. Духонин, Н. Н. Юденич, А. И. Деникин. В 1916 году, после многолетнего перерыва, 3-й степени был удостоен (посмертно) офицер в небольшом чине — капитан С. Г. Леонтьев (1878—1915), одновременно посмертно произведённый в подполковники. Среди награждённых орденом 3-й степени за Великую войну есть и единственный иностранный подданный, удостоенный за эту войну двух степеней ордена — британский кавалерист, бригадный генерал Чарльз Балкли-Джонсон.

### Награждения орденом 4-й степени
Первым кавалером в феврале 1770 года стал премьер-майор Рейнгольд Людвиг фон Паткуль «за разбитии 12 января 1770 года при м. Добре польских мятежников».
До апреля 1813 года удостоено 1195 человек, в последующие годы точная статистика награждений отсутствует. По некоторым сведениям, всего было награждено более 10 500 человек, из них до 8 тысяч награждено за выслугу лет, а остальные — за боевые заслуги. По другим сведениям, орден 4-й степени получили более 15 тысяч офицеров, в основном за установленный статутом безупречный срок службы и участие (с 1833 г.) хотя бы в одном сражении. Кресты за выслугу лет с 1816 года отмечались соответствующей надписью на знаке.
После отмены в 1855 году награждения орденом Святого Георгия за выслугу лет и совершение морских кампаний, за лицами, выслужившими право на получение такового ордена до выхода этого указа, было оставлено право ходатайствовать о получении ордена Святого Георгия, а не ордена Святого Владимира. В связи с этим награждение орденом Святого Георгия 4-й степени за выслугу лет продолжалось ещё в течение нескольких лет после выхода указа. Последним (из выявленных) кавалером 4-й степени за выслугу стал генерал-майор Фёдор Григорьевич Крижановский, награждённый в 1870 году.
Кроме того, кавалеры ордена Св. Георгия, награждённые «выслужным» крестом 4-й степени в случае совершения ими впоследствии воинских подвигов, которые не дают право на получение ордена более высокой степени, однако заслуживают награждения орденом 4-й степени, с февраля 1855 года получили право добавлять к петличному кресту ордена особый знак — бант из георгиевской ленты, который указывал бы, что сей кавалер отмечен орденом не только за выслугу лет, но и за боевое отличие. Поэтому сцена из пьесы А. Гладкова «Давным-давно» и к/ф «Гусарская баллада» в штабе Кутузова, в которой генерал-адъютант Балмашов уговаривает его светлость пожаловать Шурочку Азарову «… крестом георгиевским и бантом…», к историческим реалиям войны 1812 года никакого отношения не имеет.
Известны четыре офицера, заслужившие бант к ордену Святого Георгия 4-й степени за выслугу. Один из них — генерал-майор Иван Егорович Тихоцкий. В 1849 году подполковник И. Е. Тихоцкий, выслуживший 25 лет в офицерских чинах, получил орден Св. Георгия 4-й степени с соответствующей надписью. За отличие в сражении с турками 24 июля 1854 года при селе Кюрюк-Дара (Крымская война) И. Е. Тихоцкий, имевший к тому времени чин полковника, снова заслужил Георгиевскую награду, и в апреле 1855 года получил право прикрепить к кресту бант. Последнее награждение бантом произошло в феврале 1860 года.
Первым кавалером Ордена Святого Георгия в Первую Мировую войну, согласно публикациям в эмигрантской прессе, стал полковник И. В. Рыковский. По другим данным им стал 10-го Ингерманландского гусарского полка штаб-ротмистр С. Н. Ряснянский.
В годы Первой мировой войны произошёл уникальный случай награждения орденом Георгия 4-й степени дважды.
Штабс-капитан 73-го пехотного Крымского полка Сергей Павлович Авдеев заслужил первый орден Св. Георгия 4-й степени 20 февраля 1916 года за захват вражеских пулемётов. В то время он был прапорщиком и тут же по статуту ордена произведён в подпоручики. Затем 5 апреля 1916 года был удостоен второго ордена Св. Георгия 4-й степени. Скорее всего, произошла ошибка, так как ко второму ордену Авдеев был представлен во время временной командировки из своей 9-й армии в 3-ю армию. Орден ему вручили в 3-й армии, затем награждение, согласно служебному формуляру, было утверждено специальным приказом вышестоящего командования 4 марта 1917 года, незадолго до гибели Авдеева.
Известно о награждении орденом Георгия двух женщин (после Екатерины II). Ордена 4-й степени были удостоены:
- Мария София Амалия, королева Королевства Обеих Сицилий (1841—1925) — 21 февраля 1861, «За мужество, проявленное во время осады крепости Гаэта с 12-го ноября 1860 г. по 13-е февраля 1861 г.»;
- Римма Михайловна Иванова (посмертно), сестра милосердия (1894—1915) — 17 сентября 1915, «За мужество и самоотвержение, оказанное в бою, когда после гибели всех командиров приняла командование ротой на себя; после боя скончалась от ран». Погибшая медсестра удостоилась ордена указом Николая II, нарушившего статут ордена в виде исключения.

4-й степенью ордена Святого Георгия награждались также представители военного духовенства Российской империи. Первым кавалером из священников стал отец Василий (Васильковский), удостоенный в 1813 году ордена за мужество во время сражений под Витебском и Малоярославцем. Затем в течение XIX века орден был вручен ещё трём священнослужителям. Первое награждение в XX веке состоялось в 1905 году — его получил полковой священник отец Стефан Щербаковский; затем орден был вручен военным священникам ещё 13 раз. Последнее награждение состоялось в 1916 году.

### Орден Св. Георгия 4-й степени с лавровой ветвью
Учреждён Временным правительством 24 июня 1917 года одновременно с учреждением Георгиевского креста с лавровой ветвью. Предназначался для награждения солдат и матросов, выполнявших в бою офицерские обязанности. Солдат, награждённый таким орденом, производился в чин подпоручика / корнета / хорунжего. Таким образом, именно этот орден стал первой «демократической» наградой в истории России — орденом, который мог быть вручен и офицерам, и солдатам.
Внешне отличался от ордена Св. Георгия 4-й степени наличием серебряной лавровой ветви на орденской ленте.
Известны два случая награждения орденом. Его кавалерами стали кавалеры двух Георгиевских крестов подпрапорщик 71-й артиллерийской бригады Иосиф Фирсов и подпрапорщик Осетинского конного полка Константин Сокаев, причём Сокаев был награждён орденом 22 декабря 1917 года — через шесть дней после его формального упразднения.

### Российские императоры — кавалеры ордена Святого Георгия
Первым кавалером ордена Святого Георгия вообще и первым кавалером 1-й степени в частности стала учредительница ордена Екатерина II, возложившая на себя знаки 26 ноября 1769 года по праву основательницы ордена.
При Павле I награждения орденом в России были приостановлены, и сам император не был его кавалером.
Александр I был награждён 4-й степенью ордена 13 декабря 1805 года за храбрость, проявленную в Аустерлицком сражении. Когда в 1801 году императору предлагали возложить на себя знаки 1-й степени ордена, он отказался.
Николай I был награждён 4-й степенью ордена 1 декабря 1838 года по выслуге лет, в связи с 25-летием состояния в офицерских чинах.
Александр II (в то время ещё великий князь Александр Николаевич) был награждён 4-й степенью ордена 10 ноября 1850 года за личное мужество, проявленное во время схватки с кавказскими горцами. Этот орден в 1855 году он послал в качестве подарка прапорщику А. В. Щёголеву, отличившемуся во время обороны Одессы от английского десанта. В 1869 году, в год столетия ордена, император также возложил на себя знаки 1-й степени ордена, таким образом оставшись в истории единственным императором России, одновременно имевшим 4-ю и 1-ю степени. Кроме того, 28 ноября 1877 года Александр II получил Золотое оружие «За храбрость».
Александр III (в то время ещё великий князь Александр Александрович) был награждён 2-й степенью ордена 30 ноября 1877 года с формулировкой: «За блистательное выполнение трудной задачи удержания, в течение 5-ти месяцев, превосходящих сил неприятеля от прорыва избранных нами на реке Ловче позиций и за отбитие, 30-го Ноября 1877 года, атаки на Мечку».
Николай II был награждён 4-й степенью ордена 25 октября 1915 года за пребывание в зоне действенного германского артиллерийского огня.

## Награждения после Февральской революции
24 июня (7 июля) 1917 года Временное правительство разрешило награждать офицеров солдатскими Георгиевскими крестами, а солдат — орденом Св. Георгия. 28 июня (11 июля) 1917 года это постановление было объявлено приказом № 534 Верховного главнокомандующего генерала от кавалерии А. А. Брусилова. 3 (16) июля 1917 года вышел аналогичный приказ армии и флоту № 26 военного министра А. Ф. Керенского.

## Награждения в годы Гражданской войны
Фактическое отсутствие единого командования и территориальная разобщённость белых армий привели к тому, что общей наградной системы не было создано. Не было выработано и единого подхода к вопросу о допустимости награждения офицеров дореволюционными орденами.
В декабре 1918 года А. В. Колчак возобновил награждения орденом Св. Георгия. Первым среди награждённых, согласно приказу № 65 от 3 декабря 1918 года, был командир 7-го чехословацкого стрелкового полка полковник Э. Кадлец. Приказом за № 30 от 9 февраля 1919 года отменялось награждение офицеров и ношение офицерами Георгиевских крестов с лавровыми ветками, а также награждение солдат и ношение солдатами орденов Св. Георгия, полученных согласно постановлению Временного правительства.
Всего на Восточном фронте георгиевские награды получили 124 офицера, из них 26 награждены Георгиевским оружием, 88 — орденом 4-й степени и 10 офицеров получили орден 3-й степени, в том числе, орденом Святого Георгия 3-й степени был награждён и сам Колчак.
Кроме того, возглавивший Восточный фронт после ареста и расстрела Колчака атаман Семёнов наградил Георгиевским оружием 15 человек и 14 — орденом Св. Георгия 4-й степени.
Генерал-губернатор Северной области Миллер ещё летом 1918 года восстановил старые ордена, в том числе орден Святого Георгия и Георгиевское оружие. Согласно приказам генерал-губернатора Северной области 35 человек были награждены Георгиевским оружием, 29 — орденом Св. Георгия 4-й степени, в том числе пять наград были пожалованы английским офицерам из числа интервентов.
В Северо-Западной армии, возглавляемой с июня 1919 года генералом от инфантерии Н. Н. Юденичем, известно о двух награждениях орденом Св. Георгия 4-й степени и одном награждении Георгиевским оружием.
На юге России, на территории Всевеликого войска Донского с конца мая 1918 года широко практиковалось награждение старыми орденами, как за военные, так и за гражданские заслуги, однако случаев награждения орденом Св. Георгия либо Георгиевским оружием в Донской армии выявить не удалось.
В Добровольческой армии и Вооруженных Силах Юга России (ВСЮР) орден не вручался. Единственный, не подтверждённый документально случай, известный только по мемуарам, — награждение капитана 3-го ранга французского флота, впоследствии вице-адмирала Эмиля Мюзелье (1882—1965), командира канонерской лодки «Скарп», за оборону Мариуполя.
9 марта 1921 года произошло единственное награждение орденом Святого Георгия 4-й степени в Русской армии П. Н. Врангеля. Тогда ордена был удостоен генерал армии Королевства Сербов, Хорватов и Словенцев, в будущем — первый военный министр Югославии Стеван Хаджич (1868—1931) — за бои в августе-сентябре 1916 года против болгарской армии.
Что касается солдатских Георгиевских крестов и медалей, то награждение ими рядовых солдат и казаков, вольноопределяющихся, унтер-офицеров, юнкеров, добровольцев и сестёр милосердия происходило на всех территориях, занятых Белыми армиями. На Дальнем Востоке в 1921—1922 годах офицеры награждались, как правило, солдатскими Георгиевскими крестами, что подтверждается многочисленными фотографиями. При этом у некоторых награжденных, например, у полковника фон Вах, запись в послужном списке отсутствует.

## Солдатский Георгиевский крест
В 1807 году был учрежден Знак отличия Военного ордена Святого Георгия для нижних чинов, который носился на ленте тех же цветов, что и орден. Вручался за выдающуюся храбрость, проявленную в бою против неприятеля. Знак отличия Военного ордена, кроме официального, получил и другие наименования: Георгиевский Крест 5-й степени, солдатский Георгиевский крест, солдатский Георгий («Егорий») и др.
С 1856 года введены четыре степени, награждение которыми производилось строго последовательно от низшей, 4-й степени, к высшей.
В 1913 году был утверждён новый статут Знака отличия Военного ордена. Он стал официально называться Георгиевским крестом, и нумерация знаков с этого времени началась заново. Носился на груди правее всех остальных наград и левее нагрудных знаков орденов.
В 1919 году Приказом Главнокомандующего ВСЮР право награждения Георгиевскими крестами и медалями предоставлялось командирам корпусов и выше.

## Георгиевское оружие
В знак особых отличий офицеров, за проявленную личную храбрость и самоотверженность, производилось награждение Золотым оружием — шпагой, кортиком, позднее — саблей.
Одно из первых достоверно известных награждений холодным оружием относится к Петровской эпохе. 27 июня 1720 года князю Голицыну за разгром шведской эскадры при острове Гренгам «в знак воинского его труда послана шпага золотая с богатыми украшениями алмазами».
В дальнейшем известно множество награждений золотым оружием с бриллиантами для генералов и без бриллиантов для офицеров с различными почётными надписями («За храбрость», «За мужество», а также с указанием конкретных заслуг награждённого).
28 сентября 1807 года Александром I был подписан указ о причислении Золотого оружия к «прочим знакам отличия» и о внесении награждённых таким оружием «в общий с кавалерами российских орденов список»
С 1855 года к Золотому оружию полагался темляк Георгиевских цветов.
В 1869 году награждённые Золотым оружием получили общественный статус Георгиевского кавалера, но само оружие считалось отдельной самостоятельной наградой. С 1878 года генерал, награждённый Золотым оружием с алмазами, за свой счёт должен был изготовить простое Золотое оружие с Георгиевским темляком для ношения в строю вне парадов, на эфесе оружия крепился крест ордена Св. Георгия. К Золотому оружию «За храбрость» крест ордена не полагался, только темляк.

В новом Статуте ордена Св. Георгия 1913 года Золотое оружие причислялось к ордену Св. Георгия как «боевое отличие» с официальным названием: Георгиевское оружие и Георгиевское оружие, украшенное бриллиантами. Маленький эмалевый крест ордена Св. Георгия стал помещаться на эфесе всех видов этого оружия.

## Георгиевская медаль
Георгиевская медаль была учреждена 10 августа 1913 года вместо медали «За храбрость», учреждённой в 1878 году, и причислена к Ордену Св. Георгия. Медаль вручалась нижним чинам за проявленное в военное или мирное время мужество и храбрость.
В отличие от Георгиевского Креста, медаль могла выдаваться и гражданским лицам, которые совершили подвиги в бою против неприятеля, точно предусмотренные статутом Георгиевского Креста.
Медаль, как и Георгиевский крест, имела четыре степени, носилась на таких же колодках с Георгиевской ленточкой, что и Георгиевский крест. Степени медали различались так же, как степени Георгиевского креста: старшие две степени — из золота; младшие две степени — из серебра; 1-я и 3-я степени — с бантом.

Носились Георгиевские медали на груди правее остальных медалей и левее Георгиевских крестов и нагрудных знаков орденов.

## Другие Георгиевские награды
Кроме наград, предусмотренных статутом ордена, в честь различных знаменательных событий и побед учреждались памятные награды с атрибутикой Ордена Св. Георгия, как правило — Георгиевской лентой.

### Кресты за сражения
Своеобразным «продолжением» ордена являются пять боевых офицерских золотых крестов на георгиевских лентах, учреждённые в 1789—1810 годах. Они предназначены для офицеров, участвовавших в знаменательных сражениях, но не получивших орден Георгия или Владимира.
1. Крест «За взятие Очакова» — с сильно закруглёнными концами; надписи: «За службу и храбрость» на лицевой стороне и «Очаков взят 6 декабря 1788» на обратной.
2. Крест «За взятие Измаила» — напоминает по своей форме Очаковский; надписи: «За отменную храбрость» на лицевой стороне и «Измаил взят декабря 11 1790» на обратной.
3. Крест «За взятие Праги», пригорода Варшавы — со слегка закруглёнными концами; надписи: «За труды и храбрость» на лицевой стороне и «Прага взята октября 24 1794 г» на обратной.
4. Крест «За победу при Прейсиш-Эйлау» — точно повторяет форму орденского креста Св. Георгия; надписи: «За труды и храбрость» на лицевой стороне и «Победа при Прейсиш-Эйлау 27 ген. 1807 г.» на обратной.
5. Крест «За взятие Базарджика» — имеет форму мальтийского креста; надписи: «За отличную храбрость» на лицевой стороне и «При взятии приступом Базарджика 22 мая 1810 г.»

|                 |                 |                 |                 |                |                        |                        |                        |                    |                    |                    |                    |                    |                    |
| Крест за Очаков | Крест за Очаков | Крест за Измаил | Крест за Измаил | Крест за Прагу | Крест за Прейсиш-Эйлау | Крест за Прейсиш-Эйлау | Крест за Прейсиш-Эйлау | Крест за Базарджик | Крест за Базарджик | Крест за Базарджик | Крест за Базарджик | Крест за Базарджик | Крест за Базарджик |

### Коллективные награды
С именем Святого Георгия связаны и коллективные награды, вручавшиеся за боевые отличия частям и подразделениям Русской Императорской армии и флота: Георгиевские знамёна, штандарты и флаги, Георгиевский серебряные трубы и рожки, присвоение Георгиевских петлиц на мундиры нижних чинов, Георгиевских лент на бескозырки нижних чинов флота. Знак ордена Святого Георгия и (или) Георгиевская лента являлись отличительными признаками этих знаков отличия.
В 1805 году появилась ещё одна коллективная награда — георгиевские трубы. Они изготавливались из серебра, но в отличие от серебряных труб, уже ранее бывших наградой в российской армии, на корпус трубы наносился георгиевский крест, что повышало их ранг как награды. На корпусе трубы часто наносилась надпись, рассказывающая, за какую битву и в каком году полку была пожалована награда. На трубу крепились офицерский георгиевский крест и темляк из ленты орденских цветов с серебряными кистями. К 1816 году были окончательно установлены две разновидности георгиевских труб — пехотная, выгнутая несколько раз, и прямая кавалерийская. Пехотный полк обычно получал в награду две трубы, кавалерийский — по три для каждого эскадрона, и специальную трубу полковому штаб-трубачу. Первым в истории Российской империи георгиевских труб удостоился 6-й егерский полк за сражение при Шенграбене. Корпус каждой трубы опоясывала надпись «За подвиг при Шенграбене 4 ноября 1805 года в сражении 5 т. корпуса с неприятелем, состоявшим из 30 т.».
В 1806 году в Русской армии были введены наградные Георгиевские знамёна. В навершии знамени помещался Георгиевский крест, под навершием повязывалась чёрно-оранжевая Георгиевская лента со знамёнными кистями шириной в 1 вершок (4,44 см). Первые Георгиевские знамёна были выданы Киевскому гренадерскому, Черниговскому драгунскому, Павлоградскому гусарскому и двум донским казачьим полкам за отличие в кампании 1805 года с надписью: «За подвиги при Шенграбене 4 ноября 1805 года в сражении 5 тыс. корпуса с неприятелем, состоящим из 30 тыс.»
В 1819 году был учреждён морской Георгиевский кормовой флаг. Первый такой флаг получил линейный корабль «Азов» под командой капитана 1-го ранга М. П. Лазарева, отличившийся в Наваринском сражении 1827 года.
25 августа 1864 года государь-император, «в воздаяние долговременной и славной боевой службы Нижегородского драгунского полка на Кавказе, постоянно сопровождавшейся блистательными подвигами», пожаловал «на мундиры нижних чинов особое наружное отличие, в виде петлиц из шерстяного басона, по образцу ленты ордена св. Георгия».
11 апреля 1878 года был установлен новый знак отличия — Широкие Георгиевские ленты на знамёна и штандарты с надписями отличий, за которые ленты пожалованы. Новая награды стала высшей в ряду коллективных наград. Эти ленты получили Нижегородский и Северский драгунские полки, ранее уже имевшие все Георгиевские знаки отличия. До конца существования Русской Императорской армии это награждение Широкими Георгиевскими лентами оставалось единственным.
13 сентября 1916 года французский город Верден, за мужество его защитников при обороне так называемого «Верденского выступа», был отмечен орденом Святого Георгия 4-й степени. Это единственный случай коллективного награждения орденом Святого Георгия.

## День Георгиевских кавалеров
После учреждения ордена Св. Великомученика и Победоносца Георгия 26 ноября 1769 года императрицей Екатериной Великой этот день стал считаться праздничным Днём Георгиевских кавалеров, который должен был ежегодно праздноваться как при Высочайшем Дворе, так и «во всех тех местах, где случится кавалер большого креста». Местом проведения главных торжественных церемоний, связанных с орденом, со времени Екатерины II стал Зимний дворец. Заседания Думы ордена Святого Георгия собирались в Георгиевском зале. Ежегодно проходили торжественные приёмы по случаю орденского праздника, для торжественных обедов использовали Георгиевский фарфоровый сервиз, созданный по заказу Екатерины II (завод Гарднера, 1777—1778 годы).
На празднование (официально именовалось Орденский праздник Св. Великомученика и Победоносца Георгия) приглашались все кавалеры ордена всех степеней, а также выборочно нижние чины, награждённые знаком отличия ордена Св. Георгия. Орденский праздник обычно давался в Зимнем дворце, но в отдельные годы его проводили по месту нахождения императорский фамилии (в Царском Селе или в Ливадии). Последний раз в Российской империи георгиевские кавалеры отмечали свой орденский праздник 26 ноября 1916 года.
30 ноября 1918 года Верховный Правитель и Верховный Главнокомандующий адмирал А. В. Колчак издал приказ не только о «восстановлении дня празднования святого великомученика и победоносца Георгия 26 ноября (старого стиля)», но и расширении его значения, повелев:
Считать этот день праздником всей Русской Армии, доблестные представители которой высокими подвигами, храбростью и мужеством запечатлели свою любовь и преданность нашей Великой Родине на полях брани. 
 
День сей торжественно праздновать ежегодно во всех воинских частях и командах.
С 2007 года 9 декабря празднуется День Героев Отечества.
В действительности орден Святого Георгия был учреждён 26 ноября (7 декабря) 1769 года. Дата 9 декабря является ошибочной и не соответствует общепринятой в научном мире хронологии.
Кроме Георгиевского зала в Зимнем, существует Георгиевский зал Большого Кремлёвского дворца, строительство которого было начато в 1838 году в Московском Кремле по проекту архитектора К. А. Тона. 11 апреля 1849 года было принято решение об увековечивании имён георгиевских кавалеров и воинских частей на мраморных досках между витых колонн зала. Сегодня на них размещено свыше 11 тысяч фамилий офицеров, награждённых разными степенями ордена с 1769 по 1885 год.

## Восстановление ордена в Российской Федерации
Орден Святого Георгия был восстановлен в Российской Федерации в 1992 году. Указом Президиума Верховного Совета Российской Федерации от 2 марта 1992 года № 2424—I «О государственных наградах Российской Федерации» было установлено:
…восстановить российский военный орден Святого Георгия и знак «Георгиевский Крест».
Указ Президиума Верховного Совета № 2424—I утверждён Постановлением Верховного Совета Российской Федерации от 20 марта 1992 года № 2557—I «Об утверждении Указа Президиума Верховного Совета Российской Федерации „О государственных наградах Российской Федерации“». Статут восстановленного ордена появился в 2000 году, а первые награждения произошли лишь в 2008 году.

## Влияние на другие награды
После падения Российской империи Орден Св. Георгия и Георгиевский крест благодаря своему высокому авторитету и широкой популярности в армии и народе был неоднократно скопирован при учреждении новых наград отдельными правительствами, повторявшими его внешний облик или статут.
- Военный Орден Святого Георгия, Георгиевское оружие и Георгиевский крест Особого Маньчжурского отряда атамана Г. М. Семёнова.
- Орден Святителя Николая Чудотворца (1920) Русской армии генерала П. Н. Врангеля.
- Орден Креста Свободы — первая государственная награда независимой Финляндии, учреждённая в период Гражданской войны в Финляндии в 1918 году для награждения сторонников Национальной Финляндии в борьбе против красных. Орден Льва Финляндии — внешний вид креста ордена, разработанного художником Оскаром Пилем и учреждённого 11 сентября 1942 года, почти буквально воспроизводит российский орден Святого Георгия.
- Орден Славы Союза Советских Социалистических Республик.

## Комментарии
1. ↑  В ПСЗРИ под знаками отличия понимались «медали, золотые шпаги и сабли, кресты и знаки, шевроны, кафтаны». См.: Знаки отличий Архивная копия от 5 сентября 2019 на Wayback Machine, с. 743. В нормативно-правовых актах Российской империи отсутствуют положения, прямо приравнивающие наградное оружие к ордену.